# Content Addressed Storage
 (avril 2013).
Si vous disposez d'ouvrages ou d'articles de référence ou si vous connaissez des sites web de qualité traitant du thème abordé ici, merci de compléter l'article en donnant les références utiles à sa vérifiabilité et en les liant à la section « Notes et références ».
Pour les articles homonymes, voir CAS.
Le Content Addressed Storage (CAS, ou stockage dédié aux contenus fixes) est une méthode d'accès à des données enregistrées sur un stockage. Cette méthode utilise une clef d'identification unique permettant de désigner une donnée et d'envoyer, par exemple, des commandes de récupération ou de suppression. La clef d'identification, basée généralement sur un code hash sur la donnée, a deux objectifs principaux :
- le premier concerne la sécurité : les données n'étant pas accessibles directement, elles sont protégées de tout accès non autorisé, car aucune données n'est visible et n'est accessible sans la clef unique à chaque donnée.
- le second concerne l'optimisation du stockage : le hash unique doit permettre de détecter une redondance de données, puisque, hors problématique de collision, deux hash identiques doivent correspondre à deux données identiques. De ce fait, l'enregistrement d'une donnée avec un hash déjà connu dans le stockage ne sera pas enregistré à nouveau.

Une telle mécanique d'accès, au regard du traitement logiciel au sein d'un CAS impose la conservation externe au CAS, ainsi que la  sécurisation des clefs. La perte des clefs implique l'impossibilité définitive d’accéder à l'information.
Un système CAS est généralement utilisé pour archiver des contenus à vocation probatoire. Sans doute lié à la forte communication qu'il a bénéficié et de la simplification proposée pour expliquer son concept, le CAS est souvent cité, à tort, pour désigner tous les systèmes d'archivage WORM. Les systèmes WORM reposent sur différentes technologies matérielles, logicielles ou les deux à la fois. Le CAS n'est qu'un modèle d'archivage de plus. Il est souvent assimilé aux systèmes WORM logique car il permet souvent d'associer aux contenus stocks une durée de rétention durant laquelle, il est impossible de modifier ou de supprimer les contenus associés à cette retention. C'est en cela que le CAS est assimilé à un système de stockage WORM logique. 